# Carl Johann Friedrich Toeche

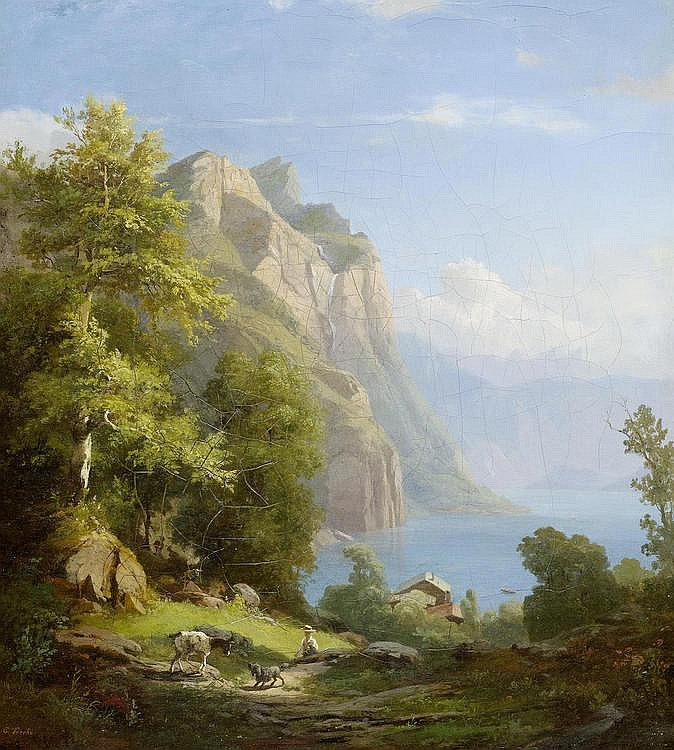
Gebirgslandschaft
mit See und Hirte

Carl Johann Friedrich Toeche (* 1814 in Potsdam; † 1890 in Zürich) war ein deutscher Landschaftsmaler.

## Leben
Toeche studierte 1833 bis 1837 Landschaftsmalerei bei Carl Blechen an der Königlich Preußischen Akademie der Künste in Berlin. 1836 erfolgt seine erste Teilnahme an der Ausstellung der Preußischen Akademie der Künste in Berlin. Um 1837/38 war er in Paris und studierte im Atelier von Léon Cogniet. 1838/39 reiste Toeche durch die Schweiz und Italien, im Sommer 1839 hielt er sich in Rom auf. Ab ca. 1850 war Toeche in Zürich ansässig und Lehrer für Landschaftsmalerei.